# Slowakistik
Die Slowakistik (auch Slovakistik) befasst sich als wissenschaftliche Teildisziplin der Slawistik mit der slowakischen Sprache und slowakischen Literatur. Weiterhin können ihr auch diejenigen Aspekte der Kulturwissenschaften zugeordnet werden, die sich im Besonderen mit der Slowakei befassen.

## Studium
An Universitäten im deutschsprachigen Raum kann Slowakistik zumeist im Rahmen der Westslawistik studiert werden, ist hier allerdings deutlich weniger präsent als die Schwesterdisziplinen Bohemistik oder Polonistik. Die Humboldt-Universität zu Berlin verfügt über ein Lektorat für slowakische Sprache und Kultur, die Universität Regensburg bietet unter dem Titel „Slovakicum“ ein Sprach- und Kulturprogramm für Studenten aller Fakultäten an. Weitere deutsche Universitäten mit speziell slowakistischem Angebot sind die Universität Leipzig und die Universität zu Köln. 
In Österreich, wo die Slowaken gesetzlich als autochthone Volksgruppe anerkannt sind, verfügt das Institut für Slawistik der Universität Wien über ein Lektorat für slowakische Sprache und Kultur und bietet einen Bachelor- und Masterstudiengang Slowakisch sowie ein komplettes Lehramtsstudium Slowakisch (Bachelor of Education = BEd sowie Master of Education = MEd) an. Der Slowakischunterricht begann hier schon früh und kann somit auf eine langjährige Tradition zurückblicken.
Die Comenius-Universität Bratislava verfügt über Institute für slowakische Geschichte, slowakische Sprache und slowakische Literatur und Literaturwissenschaften. Des Weiteren findet sich hier mit „Studia Academica Slovaca“ ein Zentrum für Slowakisch als Fremdsprache.